# اقتصاد فنلاند
فنلاند یک اقتصاد ترکیبی صنعتی دارد که سرانه درآمد در آن هم‌سطح دیگر کشورهای اروپای غربی نظیر فرانسه، آلمان، سوئد و بریتانیاست. خدمات با ۶۷٫۵ درصد بزرگ‌ترین بخش اقتصادی فنلاند است و پس از آن صنعت با ۳۱٫۴ قرار دارد. کشاورزی کوچک‌ترین بخش اقتصاد فنلاند می‌باشد. به دلیل اب و هوا
نا مساعد، کشاورزی ضعیف می‌باشد واحد پول فنلاند یورو می‌باشد. و فنلاند عضو اتحادیه اروپا می‌باشد.